# Sergio Andreoli
Sergio Andreoli (Capranica, 3 maggio 1922 – Viterbo, 18 maggio 2002) è stato un calciatore e allenatore di calcio italiano, di ruolo terzino sinistro.
Morì il 18 maggio 2002 nella sua abitazione di Viterbo.

## Carriera

### Giocatore

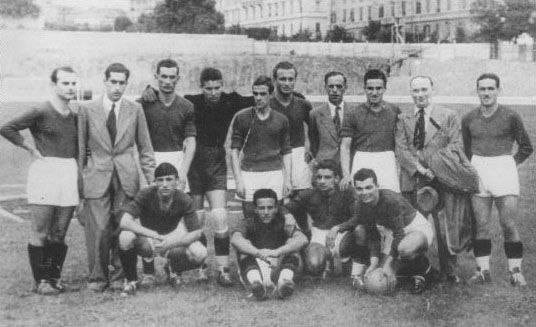
Andreoli (accosciato, secondo da sinistra) nel Perugia del 1938-1939

Prelevato dalla Roma nel 1941 dal Perugia, vinse lo Scudetto nel campionato 1941-1942.
Disputò inoltre una partita con la Nazionale Giovanile, giocata il 6 gennaio 1943.
Dopo una stagione nella Reggina, giocò nel Chinotto Neri e chiuse la carriera nella Romulea. dove inizio la sua carriera di allenatore.

### Allenatore
Ha allenato la Romulea e, in due diversi periodi, la Viterbese.

## Palmarès
- Campionato italiano: 1

Roma: 1941-1942
- Campionato romano di guerra: 1

Roma: 1945